# Autoemancipación
Autoemancipación (en alemán: Autoemanzipation) es un folleto sionista escrito por el médico y activista judío de origen ruso-polaco León Pinsker en 1882.

## Descripción
El ensayo examinó los orígenes del antisemitismo, y abogó por un Estado judío y el desarrollo de una conciencia nacional judía. Pinsker originalmente abogaba por una asimilación en el marco de la emancipación judía, que exigía un mayor respeto de los derechos humanos para los judíos en Rusia. Sin embargo, a raíz de matanzas masivas contra los judíos en la Rusia zarista en 1881, y una visita a Europa Occidental en el primer semestre de 1882, su opinión cambió.
Ese mismo año publicó anónimamente en el ensayo en alemán. La nueva perspectiva de Pinsker condujo también a su participación en el desarrollo del grupo judío Hovevei Tzion, que él mismo presidió. El ensayo inspiró tanto a su grupo de Hovevei Tzión, como a judíos de toda Europa, y fue un hito en el desarrollo del sionismo y el Estado judío. El texto original en alemán fue publicado el 1 de enero de 1882.